# Aeroporto di Le Luc – Le Cannet
L'aeroporto di Le Luc-Le Cannet (ICAO: LFMC) è un aeroporto situato a Le Cannet-des-Maures, a 6 km ad est di Le Luc, nel Varo (dipartimento) della Provenza-Alpi-Costa Azzurra nel sud della Francia. L'aeroporto è aperto al traffico aereo pubblico, ma non ha un servizio di linea aerea commerciale. Ha anche un uso militare come parte della Base école Général Lejay, una struttura di addestramento dell'Armée de terre per elicotteri da combattimento e varie attrezzature di terra.

## Storia
L'aeroporto di Le Luc fu costruito prima della Seconda guerra mondiale. 
Il 15 giugno 1940, 25 caccia italiani della Regia Aeronautica FIAT C.R.42 si diressero contro l'Aeroporto di Le Luc, colpendo al suolo circa venti aerei francesi, alcuni dei quali risultarono distrutti.
Usato dall'Italia nell'ambito dell'Occupazione italiana della Francia meridionale, fu poi catturato dalle forze alleate durante l'Operazione Dragoon.
Con le unità di combattimento che si muovevano rapidamente verso l'Est della Francia, l'aeroporto è stato restituito al controllo civile francese il 13 settembre.

## Strutture
L'aeroporto si trova ad un'altezza di 81 m sopra il Livello del mare. Ha due piste pavimentate: 13/31 con misure di 1.399 per 30 metri e 09/27 di 800 per 30 metri.